# Achille Abbati
Achille Abbati (Savignano, Emília-Romanya, 28 de setembre de 1857 - Rímini, Emília-Romanya, 11 de gener de 1914) fou un compositor italià.
És autor de l'òpera semiseriosa Celeste, estrenada a Rímini el 28 de febrer de 1878. L'argument fou tret d'un idil·li, amb llibret de Leopoldo Marenco.